# وینچنتسو سالمه
وینچنتسو سالمه (ایتالیایی: Vincenzo Salemme؛ زادهٔ ۲۴ ژوئیهٔ ۱۹۵۷) بازیگر، نمایشنامه‌نویس، کارگردان و فیلمنامه‌نویس ایتالیایی است.
از فیلم‌هایی که وی در آن نقش داشته‌است، می‌توان به باریا، طعم تو و چهره پیکاسو اشاره کرد.

## زندگی‌نامه
سالمه متولد باکولی، استان ناپل بود که کار خود را در سال ۱۹۷۶ با گروه صحنه تاتو روسو آغاز کرد.
سال بعد او به گروه تئاتر ادواردو د فیلیپو پیوست که بعداً از ادواردو، پسرش لوکا رهبری این گروه را به‌عهده گرفت و تا سال ۱۹۹۲ در آنجا کار کرد. در مصاحبه‌ای در سال ۲۰۱۸، او گفت که دی فیلیپو به او یاد داده است که زمانی که در ناپل نبود، کلمات را چطور به ناپلی "ایتالیایی" تبدیل کند، تا همه بتوانند نمایشنامه را درک کنند.
در دهه ۱۹۹۰، سالمه شروع به نوشتن و تولید نمایشنامه‌های کمدی خود کرد و با «بیرون برف می‌بارد» موفقیت زیادی کسب کرد. او در اوایل دهه ۱۹۸۰ در صنعت سینما به عنوان یک بازیگر شروع به کار کرد. پس از محبوبیت روزافزون خود روی صحنه، در سال ۱۹۹۸ فیلم کمدی «دوست دل» را نوشت، کارگردانی کرد و در آن بازی کرد که موفقیت تجاری قابل توجهی داشت.
در سال‌های بعد، سالمه شخصیت‌های بازیگری، نمایش‌نامه‌نویسی‌اش را روی صحنه و پرده بزرگ، و نقش‌های اصلی در فیلم‌های کارگردان‌های دیگر را به کمدی، تغییر داد.